# Liste der Kulturdenkmale in Lichtenberg/Erzgeb.

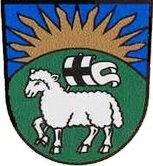
Wappen von Lichtenberg/Erzgeb.

In der Liste der Kulturdenkmale in Lichtenberg/Erzgeb. sind die Kulturdenkmale der sächsischen Gemeinde Lichtenberg/Erzgeb. verzeichnet, die bis Mai 2023 vom Landesamt für Denkmalpflege Sachsen erfasst wurden (ohne archäologische Kulturdenkmale). Die Anmerkungen sind zu beachten.
Diese Aufzählung ist eine Teilmenge der Liste der Kulturdenkmale im Landkreis Mittelsachsen.

## Lichtenberg/Erzgeb.
| Bild                                    | Bezeichnung | Lage                               | Datierung | Beschreibung | ID       |
| --------------------------------------- | --- | ---------------------------------- | --- | --- | -------- |
| Direkt Bild zu diesem Denkmal hochladen | Brücke über die Gimmlitz                                                                                         | Bahnhofstraße (Karte)              | 19. Jahrhundert | Bogenbrücke, dokumentiert alte Wegestruktur, baugeschichtlich von Bedeutung. Einbogige Natursteinbrücke, neue Fahrbahndecke, saniert. | 08980351 |
| Direkt Bild zu diesem Denkmal hochladen | Doppelwohnhaus                                                                                                   | Bahnhofstraße 11, 12 (Karte)       | Ende 19. Jahrhundert | Gründerzeitlicher Putzbau mit reich gegliederter Fassade, dokumentiert Bautätigkeit um die Jahrhundertwende in Lichtenberg, baugeschichtlich von Bedeutung. Zweigeschossiger Putzbau, drei Dacherker gliedern die Fassade, Lisenen, variierende Fensterverdachungen. | 08980343 |
| Weitere Bilder                          | Empfangsgebäude des Bahnhofs Lichtenberg (Erzgeb.)                                                               | Bahnhofstraße 20 (Karte)           | Um 1860 | Bahnhofsgebäude in Typenbauweise der Bahnstrecke Nossen–Moldau (6614; sä. NM), verkehrs- und ortsgeschichtlich von Bedeutung. Eingeschossiger Putzbau, hölzerne Wartehalle, zweigeschossiger Putzbau, Rundbogenfenster Güterschuppen (vor 2014 abgebrochen): eingeschossiger Putzbau, Rundbogenfenster, flaches Satteldach. | 08980344 |
| Direkt Bild zu diesem Denkmal hochladen | Brücke über die Freiberger Mulde                                                                                 | Bahnhofstraße 21 (neben) (Karte)   | 19. Jahrhundert | Bogenbrücke, Zeugnis der Verkehrsgeschichte, baugeschichtlich von Bedeutung. Bogenbrücke aus Natursteinen, einbogig, saniert, in der Gemarkung Lichtenberg und in der Gemarkung Weigmannsdorf. | 08980361 |
| Direkt Bild zu diesem Denkmal hochladen | Eisenbahnbrücke                                                                                                  | Brückenweg (Karte)                 | 1875 | Zeugnis der Verkehrsgeschichte, baugeschichtlich, landschaftsgestaltend und technikgeschichtlich von Bedeutung. Achtbogige Natursteinbrücke, Segmentbögen, überquert Freiberger Mulde. | 08980349 |
| Direkt Bild zu diesem Denkmal hochladen | Wohnstallhaus (ohne Anbau), Seitengebäude und Scheune eines Dreiseithofes                                        | Brückenweg 7 (Karte)               | Bezeichnet mit 1826 (Wohnstallhaus); 1. Viertel 19. Jahrhundert (Seitengebäude); Mitte 19. Jahrhundert (Scheune)                           | Landschaftstypische Hofanlage mit intakter Hofstruktur, bau- und wirtschaftsgeschichtlich von Bedeutung. - Wohnstallhaus: Erdgeschoss massiv, Obergeschoss Fachwerk (zum Teil verkleidet), Satteldach (Dachpappe), Giebel Fachwerk (verkleidet), Segmentbogenportal - Scheune: Holzkonstruktion - Seitengebäude: Erdgeschoss massiv, Obergeschoss Fachwerk (verkleidet), Satteldach | 08980348 |
| Direkt Bild zu diesem Denkmal hochladen | Wohnstallhaus | Brückenweg 13 (Karte)              | 2. Hälfte 19. Jahrhundert | Obergeschoss Fachwerk verbrettert, baugeschichtlich von Bedeutung. Erdgeschoss massiv, Satteldach. | 08980357 |
| Direkt Bild zu diesem Denkmal hochladen | Ehemalige Ölmühle mit Mühlentechnik                                                                              | Dorfstraße 8 (Karte)               | Um 1800 (Mühle); um 1875 (Stampfwerk); 1920 (Kollergang); 1975 (Wasserrad)                                                                 | Obergeschoss Fachwerk (verbrettert), bau-, orts- und technikgeschichtlich von Bedeutung. Erdgeschoss massiv, Satteldach (Schiefer), Technik: verfallenes Wasserrad (1975), 2,25 m Durchmesser, 1m breit, Elektroantriebsmotor (Baujahr unbekannt), Transmission, komplette Ölmühleneinrichtung u. a. Stampfwerk (vermutlich ca. 1875) und Kollergang (1920), seitdem Stampfwerk nur noch zur Ölkuchenzerkleinerung (Angaben nach Fotos von 1999 und Literatur 2004). | 08980345 |
| Direkt Bild zu diesem Denkmal hochladen | Wohnstallhaus | Dorfstraße 10 (Karte)              | Um 1800 | Bildprägender Fachwerk-Bau in gutem Originalzustand, baugeschichtlich von Bedeutung. Erdgeschoss massiv, Obergeschoss Fachwerk, Satteldach (Wellblech), rechts mit integrierter Scheune, Giebel verbrettert, kleinere Überformungen in Form von verbretterten Fenstern. | 08980346 |
| Direkt Bild zu diesem Denkmal hochladen | Wohnhaus | Dorfstraße 38 (Karte)              | Bezeichnet mit 1848 | Bildprägender Fachwerk-Bau in sehr gutem Originalzustand, baugeschichtlich von Bedeutung. Erdgeschoss massiv, Sandsteingewände, Obergeschoss Fachwerk, Giebelseite verbrettert, Satteldach. | 08980352 |
| Direkt Bild zu diesem Denkmal hochladen | Wohnstallhaus, Seitengebäude und Scheune eines Dreiseithofes                                                     | Dorfstraße 40 (Karte)              | 1. Hälfte 19. Jahrhundert | Intakte Hofstruktur mit landschaftstypischen Fachwerk-Gebäuden, baugeschichtlich und sozialgeschichtlich von Bedeutung. - Wohnstallhaus: Erdgeschoss massiv, Obergeschoss Fachwerk (verbrettert), Giebelseite massiv, Satteldach (Schiefer) - Scheune: Holzkonstruktion, Satteldach - Seitengebäude: massiv, Obergeschoss Fachwerk verbrettert, Satteldach | 08980358 |
| Direkt Bild zu diesem Denkmal hochladen | Wohnstallhaus | Dorfstraße 47 (Karte)              | 2. Hälfte 18. Jahrhundert | Bildprägender Fachwerk-Bau in sehr gutem Originalzustand, baugeschichtlich von Bedeutung. Erdgeschoss massiv, Obergeschoss Fachwerk, teilweise massiv, Satteldach. | 08980355 |
| Direkt Bild zu diesem Denkmal hochladen | Wohnstallhaus | Dorfstraße 49 (Karte)              | Um 1800 | Landschaftstypisches Fachwerk-Wohnhaus, Bestandteil der alten Ortsstruktur, baugeschichtlich von Bedeutung. Obergeschoss nur breite Fenster, im Erdgeschoss Sandsteingewände, rückwärtiger Anbau über zwei Geschosse. | 08980356 |
| Direkt Bild zu diesem Denkmal hochladen | Brücke über die Gimmlitz                                                                                         | Dorfstraße 60 (bei) (Karte)        | Nach 1900 | Bogenbrücke, dokumentiert alte Wegestruktur, baugeschichtlich von Bedeutung. Rundbogen, Bruchstein, neue Wangen und Fahrbahndecke. | 08980338 |
| Direkt Bild zu diesem Denkmal hochladen | Wohnhaus | Dorfstraße 73 (Karte)              | Um 1800 | Zeit- und landschaftstypisches Gebäude mit Fachwerk-Obergeschoss (verbrettert), baugeschichtlich von Bedeutung. Erdgeschoss massiv, Giebelseite Fachwerk (verbrettert), Satteldach (Schiefer), Kellerhals. | 08980337 |
| Direkt Bild zu diesem Denkmal hochladen | Wohnstallhaus eines Bauernhofes                                                                                  | Dorfstraße 75 (Karte)              | 1865 | Zeittypisches Gebäude, dokumentiert alte Ortsstruktur, baugeschichtlich von Bedeutung. Erdgeschoss massiv, Obergeschoss Fachwerk (zum Teil verkleidet), Walmdach, hofseitig Fachwerk, profiliertes Portal, Sandstein, mit Datierung. | 08980389 |
| Direkt Bild zu diesem Denkmal hochladen | Wohnhaus | Dorfstraße 88 (Karte)              | Um 1800 | Bildprägendes Wohnhaus mit rückseitigem Fachwerkobergeschoss, baugeschichtlich von Bedeutung. - Wohnhaus: Straßenseite massiv und überformt, Rückseite Obergeschoss Fachwerk - Seitengebäude (Abbruch vor 2014): Erdgeschoss massiv, Obergeschoss Fachwerk, Satteldach mit Dachüberstand, Giebelseite massiv | 08980331 |
| Direkt Bild zu diesem Denkmal hochladen | Häuslerhaus | Dorfstraße 104 (Karte)             | Um 1800 | Bildprägender Fachwerk-Bau in gutem Originalzustand, baugeschichtlich von Bedeutung. Erdgeschoss massiv, Obergeschoss Fachwerk, Satteldach, späterer Dacherker. | 08980333 |
| Direkt Bild zu diesem Denkmal hochladen | Häuslerhaus | Dorfstraße 105 (Karte)             | Mitte 19. Jahrhundert | Zeit- und landschaftstypisches Fachwerk-Wohnhaus, baugeschichtlich von Bedeutung. Erdgeschoss massiv, Obergeschoss Fachwerk (verbrettert), Satteldach. | 08980329 |
| Direkt Bild zu diesem Denkmal hochladen | Fabrikgebäude einer ehemaligen Schuhfabrik                                                                       | Dorfstraße 107 (Karte)             | Um 1880 | Von orts- und technikgeschichtlicher Bedeutung. Massiv, zweigeschossig und Drempel, lang gestreckter Baukörper, Mittelachse bildet Risalit mit Dacherker, Satteldach, ursprünglich Gerberei, Schuhfabrik. | 08980328 |
|                                         | Sühnekreuz | Dorfstraße 112b (bei) (Karte)      | Spätmittelalter | Von ortshistorischer Bedeutung. Ca. 70 cm hohes Steinkreuz, bereits stark verwittert. | 08980326 |
| Weitere Bilder                          | Stollen und Huthaus (Trau auf Gott Erbstolln)                                                                    | Dorfstraße 127 (gegenüber) (Karte) | 1787–1796 | Zugang zum „Trau auf Gott Erbstolln“, Zeugnis der Bergbaugeschichte, bergbau- und ortsgeschichtlich von Bedeutung. Bruchsteinsockel, darüber Holzkonstruktion, Satteldach. | 08980317 |
| Direkt Bild zu diesem Denkmal hochladen | Wohnhaus und Mühlstein                                                                                           | Dorfstraße 129 (Karte)             | Bezeichnet mit 1779 | Bildprägender Fachwerk-Bau, Bestandteil der alten Dorfstruktur, baugeschichtlich von Bedeutung. Erdgeschoss massiv, Sandsteingewände, Obergeschoss Fachwerk, Satteldach, saniert. | 08980316 |
| Direkt Bild zu diesem Denkmal hochladen | Wohnstallhaus mit integrierter Scheune                                                                           | Dorfstraße 133 (Karte)             | 2. Hälfte 19. Jahrhundert | Original erhaltenes landschaftstypisches Fachwerk-Gebäude, baugeschichtlich von Bedeutung. Erdgeschoss massiv, Obergeschoss Fachwerk (verbrettert), Satteldach (Schiefer), Scheune rechts ins Gebäude integriert. | 08980318 |
| Direkt Bild zu diesem Denkmal hochladen | Wohnhaus | Dorfstraße 135 (Karte)             | 1. Hälfte 19. Jahrhundert | Zeit- und landschaftstypisches Gebäude in Fachwerkbauweise, baugeschichtlich und als ehemalige Schmiede ortsgeschichtlich von Bedeutung. Erdgeschoss massiv, Garageneinbau, Obergeschoss vermutlich Fachwerk (verbrettert), Krüppelwalmdach, Giebel Fachwerk (verbrettert). | 08980319 |
| Direkt Bild zu diesem Denkmal hochladen | Wohnstallhaus | Dorfstraße 138 (Karte)             | 2. Hälfte 18. Jahrhundert | Prächtiges Gebäude in Fachwerkbauweise, baugeschichtlich und straßenbildprägend von Bedeutung. Erdgeschoss massiv, Obergeschoss Fachwerk (verbrettert, verschalt), Satteldach, Giebel Fachwerk (verschalt). | 08980320 |
| Direkt Bild zu diesem Denkmal hochladen | Häuslerhaus | Dorfstraße 141 (Karte)             | Um 1800 | Bildprägender Fachwerk-Bau, sehr guter Originalzustand, baugeschichtlich von Bedeutung. Erdgeschoss massiv, Obergeschoss Fachwerk, Satteldach, Giebel Fachwerk (verbrettert), Wand-Öffnungsverhältnis intakt. | 08980321 |
| Direkt Bild zu diesem Denkmal hochladen | Wohnstallhaus | Dorfstraße 176 (Karte)             | Anfang 19. Jahrhundert | Straßenbildprägendes Fachwerk-Gebäude in gutem Originalzustand, baugeschichtlich von Bedeutung. Erdgeschoss massiv, Garage, Obergeschoss Fachwerk, Satteldach. | 08980308 |
| Direkt Bild zu diesem Denkmal hochladen | Wohnstallhaus | Dorfstraße 177 (Karte)             | Anfang 19. Jahrhundert | Regionaltypischer Fachwerkbau, baugeschichtlich von Bedeutung. Erdgeschoss massiv, Obergeschoss Fachwerk (verbrettert), Satteldach. | 08980306 |
|                                         | Denkmal | Forststraße (Karte)                | 1967–1973 | Von regionalgeschichtlicher Bedeutung zur Erinnerung an die Erbauung der Talsperre Lichtenberg. Inschrift „Erbaut vom VEB Spezialkombinat Wasserbau, Betriebstalsperrenbau Weimar, Oberbauleitung Erzgebirge, 1967–1973“. | 08980303 |
|                                         | Ringkolbenventil                                                                                                 | Forststraße (Karte)                | Um 1970 | Von technikgeschichtlicher Bedeutung. Bopp und Reuther GmbH, Nenndurchmesser 1000/900 mm, Masse: 7,1 t, maximale Durchflussmenge 10.000 Liter je Stunde. Funktion: Regelarmatur im Grundablass der Talsperre zur Hochwassersteuerung oder als Rohrleitungsventil. Betätigung: Handbetrieb, Schnellverschluss durch Fallgewicht. | 08980304 |
| Direkt Bild zu diesem Denkmal hochladen | Bauernhaus (ohne Anbauten)                                                                                       | Forststraße 1 (Karte)              | Mitte 19. Jahrhundert | Landschafts- und zeittypisches Fachwerkgebäude in gutem Originalzustand, baugeschichtlich von Bedeutung. Erdgeschoss massiv, Obergeschoss Fachwerk (verbrettert), Anbauten nicht von Denkmalwert, Satteldach. | 08980305 |
| Weitere Bilder                          | Kirche mit Ausstattung, Kirchhof und Einfriedungsmauer, Gedenkstein für Gefallene von 1870/71 und sechs Grabmale | Kirchweg (Karte)                   | 1648 (Kirche); um 1800 (Kirchenausstattung); 1799–1800 (Orgel); 18. und 19. Jahrhundert (mehrere Pastorenbildnisse); 1912 (Kirchenfenster) | Saalkirche, verputzter Bruchsteinbau mit polygonalem Ostschluss, massiver Westturm, kirchengeschichtlich, bau-, kultur-, kunst- und ortsgeschichtlich von Bedeutung. - Grabmale auf dem Kirchhof: - 1. barocker Grabstein an der östlichen Kirchhofsmauer, 18. Jahrhundert - 2.–4. drei Grabmale östlich der Kirche (stark verwittert): Grabmal mit zwei Inschriftenmedaillons, Figurengrabmal (Frau mit Krone, Miederkleid und Rosenzweig), Figurengrabmal (Mann mit Krone, Gehrock und Rosenzweig), nach 1800 - 5. Grabmal für die Töchter des Pfarrers Brause, Steinblock mit Inschrift (nicht mehr leserlich), darauf Bronzeplastik: zwei kleine Mädchen, 1839 - 6. Grabmal mit Urne: Steinblock mit floralem Relief, Inschrift (nicht mehr leserlich), Dreiecksbekrönung, darauf Urne mit Inschrift „Denkmal der Liebe“, bezeichnet mit 1796 - Kriegerdenkmal 1870/71: Steinblock mit Inschrift und Urne | 08980354 |
| Direkt Bild zu diesem Denkmal hochladen | Pfarrhof mit Pfarrhaus, Seitengebäude, Scheune und Torbogen                                                      | Kirchweg 13, 14 (Karte)            | Bezeichnet mit 1769 (Pfarrhaus); 2. Hälfte 18. Jahrhundert (Pfarrscheune); um 1880 (Kantorat)                                              | In seiner Struktur authentisch erhaltener Pfarrhof mit baugeschichtlicher, ortsgeschichtlicher und ortsbildprägender Bedeutung. - Pfarrhaus: Erdgeschoss massiv, Steingewände, Portal, Schlussstein, Obergeschoss Fachwerk (verbrettert), Satteldach (Schiefer) - Scheune: massiv, Krüppelwalmdach - Seitengebäude: massiv, zweigeschossig, Steingewände, Satteldach | 08980353 |
| Direkt Bild zu diesem Denkmal hochladen | Grenzstein | Muldaer Straße 25a (vor) (Karte)   | 19. Jahrhundert | Ortsgeschichtlich von Bedeutung, ca. 80 cm hoher Sandstein, oben abgerundet, Inschrift „L“ | 08980359 |
| Direkt Bild zu diesem Denkmal hochladen | Innungsstein der Straußmühle                                                                                     | Muldaer Straße 28 (Karte)          | Bezeichnet mit 1863 | Von ortsgeschichtlicher Bedeutung | 08980360 |
| Direkt Bild zu diesem Denkmal hochladen | Wohnstallhaus, zwei Seitengebäude, Scheune und Hofpflasterung eines Vierseithofes                                | Silberweg 3 (Karte)                | 2. Hälfte 18. Jahrhundert | Prächtige Hofanlage mit intakter Struktur, original erhaltene Fachwerk-Gebäude, bau- und wirtschaftsgeschichtlich von Bedeutung. - Wohnstallhaus: Erdgeschoss massiv, Obergeschoss Fachwerk (verbrettert), Krüppelwalmdach, gewölbte Ställe - Seitengebäude: Erdgeschoss massiv (Bruchstein), drei Sandsteinportale mit gerader Verdachung, Obergeschoss Fachwerk, Krüppelwalmdach mit Fledermausgauben, Giebelseite verbrettert - Scheune: eingeschossig, massiv, drei Rundbogentore - 2. Seitengebäude: Erdgeschoss massiv, Obergeschoss vermutlich Fachwerk (verputzt), Krüppelwalmdach, zwei Sandsteinportale mit gerader Verdachung - Hofpflasterung in Resten erhalten | 08980330 |
| Direkt Bild zu diesem Denkmal hochladen | Wohnstallhaus | Silberweg 11 (Karte)               | Mitte 19. Jahrhundert | Zeit- und landschaftstypisches Gebäude mit Fachwerkkonstruktion, baugeschichtlich von Bedeutung. Erdgeschoss massiv, Obergeschoss teils Fachwerk (verbrettert), Giebelseite massiv, Giebel Fachwerk (verbrettert), Satteldach. | 08980332 |
| Direkt Bild zu diesem Denkmal hochladen | Wohnhaus | Trassenweg 21 (Karte)              | Ursprung 17. Jahrhundert | Dokumentiert alte Ortsstruktur, wertvolle Fachwerk-Konstruktion mit Andreaskreuzen, bau- und hausgeschichtlich von Bedeutung. Hanglage, ein- bzw. zweigeschossig, eine Giebelseite massiv ausgemauert, Satteldach, Andreaskreuze. | 08980325 |
| Direkt Bild zu diesem Denkmal hochladen | Seitengebäude mit Anbau eines Dreiseithofes                                                                      | Trassenweg 25a (Karte)             | 2. Hälfte 18. Jahrhundert | Intaktes Fachwerk-Gebäude in landschaftstypischer Bauweise, baugeschichtlich von Bedeutung. Erdgeschoss massiv, Obergeschoss Fachwerk (verbrettert), Satteldach, seitlicher Anbau. | 08980314 |
| Direkt Bild zu diesem Denkmal hochladen | Wohnstallhaus und Scheune                                                                                        | Trassenweg 29 (Karte)              | 2. Hälfte 18. Jahrhundert | In sehr gutem Originalzustand erhaltenes ländliches Wohnnutzgebäude mit Fachwerk-Obergeschoss, baugeschichtlich von Bedeutung. Erdgeschoss massiv, Obergeschoss Fachwerk (verbrettert), Wand-Öffnungsverhältnis intakt, Satteldach, im Obergeschoss ein originales Fenster. | 08980313 |
| Direkt Bild zu diesem Denkmal hochladen | Wohnstallhaus, zwei Seitengebäude und Scheune eine Vierseithofes                                                 | Trassenweg 36 (Karte)              | Um 1800 (Wohnstallhaus und Seitengebäude); 2. Hälfte 19. Jahrhundert (Scheune)                                                             | Intaktes Hofensemble, Wohnstallhaus in Fachwerkbauweise, bau- und wirtschaftsgeschichtlich von Bedeutung. - Wohnstallhaus: Erdgeschoss massiv, Obergeschoss Fachwerk, Satteldach - Seitengebäude: Erdgeschoss massiv (Bruchstein), Obergeschoss Fachwerk, Satteldach - Stall: steiles Satteldach - Scheune (2. Hälfte 19. Jahrhundert): Holzkonstruktion | 08980311 |
| Direkt Bild zu diesem Denkmal hochladen | Brücke über die Gimmlitz                                                                                         | Trassenweg 41 (bei) (Karte)        | 19. Jahrhundert | Einbogige Bruchsteinbrücke, dokumentiert alte Dorfstruktur, baugeschichtlich von Bedeutung. Neue Fahrbahndecke und Geländer. | 08980309 |

## Müdisdorf
| Bild                                    | Bezeichnung | Lage | Datierung                 | Beschreibung | ID       |
| --------------------------------------- | --- | --- | ------------------------- | --- | -------- |
| Weitere Bilder                          | Sachgesamtheitsbestandteil der Revierwasserlaufanstalt im Ortsteil Müdisdorf                                                                                                | (Flurstücke 195, 520, 176a, 218/3, 519a, 519/3, 334/1, 336/1, 519/4, 512/1, 519/1, 369/3, 98d, 370, 404, 518, 206, 518a) (Karte) | 16.–18. Jahrhundert       | Sachgesamtheitsbestandteil der Revierwasserlaufanstalt im Ortsteil Müdisdorf mit den Einzeldenkmalen: Kohlbach Kunstgraben mit allen zugehörigen Gewölbebrücken, zwei Schützen und einem Flutgraben (siehe 08980407) sowie Müdisdorfer Kunstgraben mit allen zugehörigen Gewölbebrücken und Röschen, einem Schütz mitsamt Abschlag sowie zwei Grenzsteine (siehe 08980396); landschaftsbildprägende Bestandteile eines umfangreichen Systems der bergmännischen Wasserwirtschaft zur Versorgung des Freiberger Bergbaus mit Aufschlagwasser, bergbau- und ortsgeschichtlich von besonderer Bedeutung (siehe auch Sachgesamt 08991218, Großhartmannsdorf, Zehntel), seit 2019 zugehörig zur Kernzone und Pufferzone des UNESCO-Welterbes Montanregion Erzgebirge/Krušnohoří | 09305224 |
| Weitere Bilder                          | Müdisdorfer Kunstgraben mit allen zugehörigen Gewölbebrücken und Röschen, einem Schütz mitsamt Abschlag sowie zwei Grenzsteine (Einzeldenkmale der Sachgesamtheit 09305224) | (Flurstücke 195, 520, 176a, 218/3, 519a, 519/3, 334/1, 336/1, 519/4, 512/1, 519/1, 369/3, 98d, 370, 404) (Karte)                 | 1558                      | Einzeldenkmale der Sachgesamtheit Revierwasserlaufanstalt; landschaftsbildprägende Bestandteile eines umfangreichen Systems der bergmännischen Wasserwirtschaft zur Versorgung des Freiberger Bergbaus mit Aufschlagwasser, bergbau- und ortsgeschichtlich von besonderer Bedeutung, seit 2019 zugehörig zur Kernzone und Pufferzone des UNESCO-Welterbes Montanregion Erzgebirge/Krušnohoří. Teilstück des Müdisdorfer Kunstgrabens auf Müdisdorfer Flur, schließt an das Teilstück auf Großhartmannsdorfer Flur (siehe 09306198) an, Weiterführung auf Weigmannsdorfer Flur (siehe 08980390), auf kurzen Strecken verröscht, teils mit Holzschwarten, teils bereits mit Betonplatten abgedeckt, kann über einen Verbindungsgraben (Flutgraben) vom Bahnschütz des oberhalb am Hang parallel geführten Kohlbach-Kunstgrabens (siehe 08980407) Wasser erhalten, eigener Abschlag am Wolfsschütz in den Großhartmannsdorfer Bach möglich, nordöstlich des Wolfsschützes am linken Grabenufer sowie oberhalb der ehem. Feuerwehr jeweils ein Grenzstein. | 08980396 |
| Weitere Bilder                          | Kohlbach Kunstgraben mit allen zugehörigen Gewölbebrücken, zwei Schützen und einem Flutgraben (Einzeldenkmale der Sachgesamtheit 09305224)                                  | (Flurstücke 518, 206, 518a) (Karte)                                                                                              | 1556                      | Einzeldenkmale der Sachgesamtheit Revierwasserlaufanstalt; landschaftsbildprägende Bestandteile eines umfangreichen Systems der bergmännischen Wasserwirtschaft zur Versorgung des Freiberger Bergbaus mit Aufschlagwasser, bergbau- und ortsgeschichtlich von besonderer Bedeutung, seit 2019 zugehörig zur Kernzone und Pufferzone des UNESCO-Welterbes Montanregion Erzgebirge/Krušnohoří. Teilstück des Kohlbach Kunstgrabens, Weiterführung eines auf dem von Gemeindegebiet Großhartmannsdorf beginnenden Kunstgrabens (siehe 09304684), mit Betonplatten abgedeckter Kunstgraben einschließlich Butzschütz mit Abschlag vermutlich in den Kohlbach, Wolfsschütz mit zugehörigem Flutgraben zum unterhalb parallel am Hang geführten Müdisdorfer Kunstgraben (siehe 08980396), endet am Gelobt Lander Teich auf dem Gemeindegebiet Brand-Erbisdorfs (siehe 09208676). | 08980407 |
| Direkt Bild zu diesem Denkmal hochladen | Wohnhaus | Am Dorfbach 8 (Karte) | Mitte 19. Jahrhundert     | Zeit- und landschaftstypisches Wohnhaus, guter Originalzustand, baugeschichtlich von Bedeutung. Massiv, zweigeschossig, Satteldach (Schiefer), im Erdgeschoss nachträglicher Garageneinbach, Winterfenster. | 08980394 |
| Direkt Bild zu diesem Denkmal hochladen | Wohnstallhaus und Scheune eines ehemaligen Mühlenanwesens | Am Dorfbach 19 (Karte) | Um 1800                   | Bauliche Einheit, bau-, orts- und technikgeschichtlich von Bedeutung. - Wohnstallhaus: zweigeschossig, massiv, Satteldach (Schiefer) - Scheune: massiver Sockel, Fachwerk-Drempel, Satteldach | 08980393 |
| Direkt Bild zu diesem Denkmal hochladen | Kapelle | Neue Dorfstraße (Karte) | 1953                      | Ungewöhnlich schlichte, kleine Holzkapelle aus Holz, bau- und ortsgeschichtlich von Bedeutung | 08980400 |
| Direkt Bild zu diesem Denkmal hochladen | Vierseithof mit Wohnstallhaus, zwei Seitengebäuden und Scheune | Neue Dorfstraße 13 (Karte) | 2. Hälfte 18. Jahrhundert | Stattliche Vierseitanlage mit intakter Hofstruktur, Wohnstallhaus Obergeschoss Fachwerk verputzt, baugeschichtlich, wirtschaftsgeschichtlich und ortsbildprägend von Bedeutung | 08980405 |
| Direkt Bild zu diesem Denkmal hochladen | Schule | Neue Dorfstraße 20b (Karte) | Um 1870                   | Bildprägender Putzbau mit Uhrentürmchen, bau- und ortsgeschichtlich von Bedeutung. Zweigeschossig, massiv, zwei Bauphasen mit Erweiterung um 1900, markanter Glockenturm, Gebäude ist saniert. | 08980398 |
| Direkt Bild zu diesem Denkmal hochladen | Denkmal | Neue Dorfstraße 20b (vor) (Karte)                                                                                                | 1950er Jahre              | Gedenkstätte für die Toten des Faschismus, geschichtlich von Bedeutung. Naturstein mit Porphyrplatte, Höhe ca. 2,2 m. | 08980399 |
| Direkt Bild zu diesem Denkmal hochladen | Wohnstallhaus und Seitengebäude | Neue Dorfstraße 35 (Karte) | Mitte 19. Jahrhundert     | Weitestgehend original erhaltenes Beispiel ländlicher Volksbauweise, baugeschichtlich von Bedeutung, seit 2019 zugehörig zur Pufferzone des UNESCO-Welterbes Montanregion Erzgebirge/Krušnohoří. - Wohnstallhaus: zweigeschossig, massiv, Satteldach (Schiefer), Giebelseiten Fachwerk (verkleidet), Wand-Öffnungsverhältnis intakt, neue Fenster mit denkmalgerechter Teilung - Seitengebäude: massiv, Satteldach | 08980395 |
| Direkt Bild zu diesem Denkmal hochladen | Brücke über den Großhartmannsdorfer Bach | Neue Dorfstraße 53 (vor) (Karte)                                                                                                 | 19. Jahrhundert           | Dokumentiert alte Ortsstruktur, baugeschichtlich von Bedeutung. Kleine Rundbogenbrücke über Dorfbach, dokumentiert alte Ortsstruktur. | 08980392 |
| Direkt Bild zu diesem Denkmal hochladen | Wohnstallhaus | Neue Dorfstraße 73 (Karte) | Mitte 19. Jahrhundert     | Zeit- und landschaftstypische Gebäude in gutem Originalzustand, bau- und heimatgeschichtlich von Bedeutung. Zweigeschossig, massiv, Giebel Fachwerk (verschiefert), Satteldach (Schiefer), Toilettenerker aus Holz. | 08980401 |
| Direkt Bild zu diesem Denkmal hochladen | Wohnhaus | Neue Dorfstraße 81 (Karte) | 1. Hälfte 19. Jahrhundert | In bildprägender Lage stehendes, zeit- und landschaftstypisches Gebäude, sehr guter Originalzustand, bau- und heimatgeschichtlich von Bedeutung. Zweigeschossig, massiver Giebel, Obergeschoss teilweise Fachwerk verbrettert, Schleppdach, Wand-Öffnungsverhältnis intakt, alte Fensterläden. | 08980403 |
| Direkt Bild zu diesem Denkmal hochladen | Wohnstallhaus mit integrierter Scheune | Neue Dorfstraße 87 (Karte) | 1. Hälfte 19. Jahrhundert | Weitestgehend originales Beispiel ländlicher Volksbauweise, baugeschichtlich von Bedeutung. Zweigeschossig, massiv, Fachwerkanbau (Scheune), Satteldach (Schiefer), Giebel Fachwerk (verschiefert). | 08980404 |

## Weigmannsdorf
| Bild                                    | Bezeichnung | Lage | Datierung | Beschreibung | ID       |
| --------------------------------------- | --- | --- | --- | --- | -------- |
| Direkt Bild zu diesem Denkmal hochladen | Sachgesamtheitsbestandteil der Revierwasserlaufanstalt im Ortsteil Weigmannsdorf | (Flurstücke 195, 520, 176a, 218/3, 519a, 519/3, 334/1, 336/1, 519/4, 512/1, 519/1, 369/3, 98d, 370, 404, 518, 206, 518a) (Karte) | 16.–18. Jahrhundert | Sachgesamtheitsbestandteil der Revierwasserlaufanstalt im Ortsteil Müdisdorf mit den Einzeldenkmalen: Kohlbach Kunstgraben mit allen zugehörigen Gewölbebrücken, zwei Schützen und einem Flutgraben (siehe 08980407) sowie Müdisdorfer Kunstgraben mit allen zugehörigen Gewölbebrücken und Röschen, einem Schütz mitsamt Abschlag sowie zwei Grenzsteine (siehe 08980396); landschaftsbildprägende Bestandteile eines umfangreichen Systems der bergmännischen Wasserwirtschaft zur Versorgung des Freiberger Bergbaus mit Aufschlagwasser, bergbau- und ortsgeschichtlich von besonderer Bedeutung (siehe Sachgesamtheit 08991218, Großhartmannsdorf, Zehntel), seit 2019 zugehörig zur Kernzone und Pufferzone des UNESCO-Welterbes Montanregion Erzgebirge/Krušnohoří | 09305223 |
| Direkt Bild zu diesem Denkmal hochladen | Müdisdorfer Kunstgraben einschließlich aller Gewölbebrücken, der Menden Rösche mitsamt zweier Mundlöcher, einem Schütz sowie Müdisdorfer Rösche mitsamt Mundloch, Grenzstein und Halde (Einzeldenkmale der Sachgesamtheit 09305223) | (Flurstücke 368, 366f, 369, 372, 364, 375, 375a, 381a, 382a) (Karte)                                                             | 1558 (Kunstgraben); 1589–1590 (Müdisdorfer Rösche); 18. Jahrhundert (Menden Rösche)                                                                    | Einzeldenkmale der Sachgesamtheit Revierwasserlaufanstalt; landschaftsbildprägende Bestandteile eines umfangreichen Systems der bergmännischen Wasserwirtschaft zur Versorgung des Freiberger Bergbaus mit Aufschlagwasser, bergbau- und ortsgeschichtlich von besonderer Bedeutung, seit 2019 zugehörig zur Kernzone und Pufferzone des UNESCO-Welterbes Montanregion Erzgebirge/Krušnohoří. Teilstück des Müdisdorfer Kunstgrabens auf Weigmannsdorfer Flur, schließt an das Teilstück auf Müdisdorfer Flur (siehe 08980396) an, mit Betonplatten abgedeckt, auf ca. 315 m langen Abschnitt verröscht: sogenannte Menden Rösche, südliches Mundloch bezeichnet mit „O.G. 1861“ (Bruchsteingewölbe), nördliches Mundloch bezeichnet mit „O.G. 1869“ (Bruchsteingewölbe), im nachfolgenden Teilstück des Kunstgrabens Pohlerschütz mit Abschlag, danach Ende des Kunstgrabens am südlichen Mundloch (bezeichnet mit „1868 O.G.“) der Müdisdorfer Rösche, Weiterführung der Rösche auf Brand-Erbisdorfer Gemeindegebiet (siehe 09208687), am Röschenmundloch ein Grenzstein, Richtung Brand-Erbisdorf Halde eines Lichtlochs zur Auffahrung der Rösche im Gegenortbetrieb. | 08980390 |
| Direkt Bild zu diesem Denkmal hochladen | Häuslerhaus | Birkenweg 11 (Karte) | Um 1800 | Zeit- und landschaftstypisches Häusleranwesen, guter Originalzustand, baugeschichtlich von Bedeutung. Erdgeschoss massiv, Obergeschoss Fachwerk (verkleidet), Satteldach. | 08980368 |
| Direkt Bild zu diesem Denkmal hochladen | Bauernhaus und Scheune über Hakengrundriss | Hauptstraße 5 (Karte) | 1618 Dendro | Wohnhaus Obergeschoss Fachwerk verbrettert, intakte Hofstruktur mit weitgehend originalen Gebäuden, bau- und wirtschaftsgeschichtlich von Bedeutung. - Wohnstallhaus: Obergeschoss Fachwerk, Satteldach - Scheune: Holzkonstruktion | 08980383 |
| Direkt Bild zu diesem Denkmal hochladen | Wasserstelle | Hauptstraße 5 (bei) (Karte) | 1. Hälfte 19. Jahrhundert | Ursprünglich zum Bauerngut Hauptstraße 5 gehörende Wasserschöpfstelle von volkskundlicher Bedeutung. Die Schöpfstelle gehörte ursprünglich zum unterhalb gelegenen Bauerngut in der Hauptstraße 5, wie dessen Eigentümer mitteilte. Neben dem Wasserschöpfen diente diese Schöpfstelle ohne oberirdische Anlagen auch der Lagerung von Eis. Nach gegenwärtigem Stand muss davon ausgegangen werden, dass derartige Schöpfstellen in vergleichbarer Art kaum in Sachsen anzutreffen sind. Allerdings gibt es hierzu keine flächendeckenden Erhebungen. | 09306341 |
| Direkt Bild zu diesem Denkmal hochladen | Wohnstallhaus, Seitengebäude und Scheune eines Dreiseithofes | Hauptstraße 17 (Karte) | Ende 18. Jahrhundert (Wohnstallhaus); Mitte 19. Jahrhundert (Seitengebäude)                                                                            | Intakte Hofstruktur, baugeschichtlich wertvolles Wohnstallhaus mit sehr hohem Krüppelwalmdach, bau- und wirtschaftsgeschichtlich von Bedeutung. - Wohnstallhaus: massiv, zweigeschossig, Stichbogenportal mit Schlussstein, Krüppelwalmdach - Scheune: massiv, Satteldach - Seitengebäude: Erdgeschoss massiv, Überformungen (Garage, breite Fenster), Obergeschoss Fachwerk (verbrettert), ein breites Fenster, Krüppelwalmdach | 08980386 |
| Direkt Bild zu diesem Denkmal hochladen | Wohnstallhaus | Hauptstraße 19 (Karte) | Bezeichnet mit 1843 | Bildprägender Bau in landschaftstypischer Fachwerkbauweise, sehr guter Originalzustand, baugeschichtlich und ortsbildprägend von Bedeutung. Erdgeschoss massiv, zwei Türstöcke mit gerader Verdachung, Obergeschoss Fachwerk, Krüppelwalmdach (Dachpappe). | 08980387 |
| Direkt Bild zu diesem Denkmal hochladen | Wohnstallhaus | Hauptstraße 28 (Karte) | 2. Hälfte 18. Jahrhundert | Breit gelagertes, zeit- und landschaftstypisches Gebäude in gutem Originalzustand, baugeschichtlich von Bedeutung. Zweigeschossig, massiv, Giebelseite Obergeschoss und Giebel Fachwerk (verkleidet), Rückseite massiv, steiles Satteldach. | 08980388 |
| Direkt Bild zu diesem Denkmal hochladen | Transformatorenhäuschen | Hauptstraße 31 (neben) (Karte)                                                                                                   | 1949 | Von technikgeschichtlichem Wert. Massiver Sockel, oberer Teil verbrettert, Satteldach. | 08980391 |
| Direkt Bild zu diesem Denkmal hochladen | Wohnhaus und Seitengebäude eines ehemaligen Mühlenanwesens | Hauptstraße 33 (Karte) | 2. Hälfte 19. Jahrhundert | Von orts- und technikgeschichtlicher Bedeutung. - Wohnhaus: zweigeschossig, Putzbau, Satteldach, Segmentbogenfenster und Türgewände - Seitengebäude: massiv (Bruchstein), eingeschossig, Giebel Fachwerk, Krüppelwalmdach | 08980380 |
| Direkt Bild zu diesem Denkmal hochladen | Gedenkstein | Hauptstraße 33 (bei) (Karte) | 1935 | Zur Erinnerung an die Unwetter-Katastrophe vom 28. Juni 1935, von ortshistorischer Bedeutung. Inschrift: „Unwetter-Katastrophe 28.6.1935 Weigmannsdorf, Aufräumarbeiten leistete der freiwillige Arbeitsdienst Freiberg“. In der Mauer, die parallel zur Straße verläuft, die zur Schule hinaufführt. | 08980406 |
| Direkt Bild zu diesem Denkmal hochladen | Wegesäule | Hauptstraße 33 (vor) (Karte) | 19. Jahrhundert | Von verkehrsgeschichtlicher Bedeutung. Sandsteinstele mit Inschrift: Lichtenberg 4,5 km, Müdisdorf 3 km. | 08980373 |
| Weitere Bilder                          | Kirche mit Ausstattung und Kirchhof mit Einfriedungsmauer, Denkmal für die Gefallenen des Ersten und Zweiten Weltkrieges, sieben Grabmale sowie eine Grabanlage                                                                     | Hauptstraße 34 (bei) (Karte) | 1581 (Kirche); wohl 16. Jahrhundert (große Tafel); 17. Jahrhundert (Kirchenausstattung); 18. Jahrhundert (Taufe); bezeichnet mit 1920 (Kirchenfenster) | Kirche verputzter Bruchsteinbau mit geradem Ostschluss und Dachreiter, baugeschichtlich, ortsgeschichtlich und ortsbildprägend von Bedeutung. - Kriegerdenkmal (Erster Weltkrieg): Sandsteinstele, Eisernes Kreuz - Grabmale und Grabanlagen auf dem Kirchhof: - 1. Grabmal Familie Hermann Oswald Lößner (1862–1909), Gutsbesitzer, Ädikula mit steinernem Kreuz - 2. Obelisk mit Inschrift, darunter Sarkophag in einer steinernen Höhle, bezeichnet mit 1707 und 1766 - 3. Klassizistisches Grabmal, Säule mit floralem Relief, 1. Hälfte 19. Jahrhundert - 4. Grabanlage Familie Petermann mit schmiedeeiserner Einfriedung, Rittergutsbesitzer, um 1900 - 5. Grabmal Paul Richard Vogeler (1889–1910), Jugendstilornamentik, Bienenkorb und Urne - 6. drei barocke Grabmale an der Südostecke der Kirche, 18. Jahrhundert Gedenkstein für die Opfer des Zweiten Weltkrieges kein Denkmal. Grabplatte mit figürlichem Relief aus Sandstein (bezeichnet mit 1520) 2014 auf dem Kirchhof nicht mehr vorhanden, vermutlich eingelagert. | 08980374 |
| Direkt Bild zu diesem Denkmal hochladen | Erbgericht | Hauptstraße 39 (Karte) | 1752 Dendro | Breit gelagerter, stattlicher Bau in Fachwerkbauweise, baugeschichtlich, ortsgeschichtlich und ortsbildprägend von Bedeutung. Monumentaler Bau, Erdgeschoss massiv, Obergeschoss Fachwerk, Satteldach, Überformungen, eine Giebelseite stark verändert. | 08980379 |
| Direkt Bild zu diesem Denkmal hochladen | Wohnstallhaus | Hauptstraße 48 (Karte) | Um 1930 | Zeittypisches Gebäude in gutem Originalzustand, baugeschichtlich von Bedeutung. Eingeschossig, Satteldach, Giebel verbrettert, originale Winterfenster. | 08980378 |
| Direkt Bild zu diesem Denkmal hochladen | Wohnstallhaus | Hauptstraße 53 (Karte) | 1. Hälfte 19. Jahrhundert | Obergeschoss Fachwerk verbrettert, baugeschichtlich von Bedeutung. Erdgeschoss massiv, Obergeschoss teils Fachwerk (verbrettert, verputzt), Satteldach, Giebelseite massiv, überformt. | 08980372 |
| Direkt Bild zu diesem Denkmal hochladen | Wohnstallhaus | Hauptstraße 54 (Karte) | Mitte 19. Jahrhundert | In gutem Originalzustand. Erdgeschoss massiv, Obergeschoss Fachwerk (teils verbrettert), Satteldach | 08980370 |
| Direkt Bild zu diesem Denkmal hochladen | Villa | Hauptstraße 55 (Karte) | Um 1910 | Dokumentiert Bautätigkeit Anfang 20. Jahrhundert in Weigmannsdorf, baugeschichtlich von Bedeutung. Eingeschossig, Jugendstilelemente. | 08980371 |
| Direkt Bild zu diesem Denkmal hochladen | Wohnstallhaus, Seitengebäude und Scheune eines Dreiseithofes | Hauptstraße 60 (Karte) | Um 1870 | Intakte Hofstruktur mit zeittypischen Gebäuden, bau- und wirtschaftsgeschichtlich von Bedeutung. - Wohnstallhaus: zweigeschossig, massiv, weitgehend original, Satteldach - , Seitengebäude Obergeschoss Fachwerk, Satteldach - Scheune Erdgeschoss Bruchstein, darüber verbretterte Holzkonstruktion, Satteldach Südliches der drei Gebäude zwischen 2007 und 2014 abgerissen. | 08980381 |
| Direkt Bild zu diesem Denkmal hochladen | Häuslerhaus | Hauptstraße 61 (Karte) | 1. Hälfte 19. Jahrhundert | Zeit- und landschaftstypisches Gebäude in Fachwerkbauweise, baugeschichtlich von Bedeutung. Erdgeschoss massiv, Obergeschoss Fachwerk (verbrettert), zum Teil massiv, Satteldach. | 08980369 |
| Direkt Bild zu diesem Denkmal hochladen | Wohnstallhaus eines Gehöfts | Hauptstraße 68 (Karte) | Um 1800 | Obergeschoss teils Fachwerk, teils massiv, baugeschichtlich von Bedeutung. Erdgeschoss massiv, Satteldach, starke Überformungen an der Hofseite. | 08980375 |
| Direkt Bild zu diesem Denkmal hochladen | Wohnstallhaus | Hauptstraße 83 (Karte) | Mitte 19. Jahrhundert | Obergeschoss Fachwerk verputzt, zeit- und landschaftstypisches Gebäude in gutem Originalzustand, baugeschichtlich von Bedeutung, Erdgeschoss massiv | 08980376 |
| Direkt Bild zu diesem Denkmal hochladen | Häuslerhaus | Hauptstraße 88 (Karte) | 2. Hälfte 18. Jahrhundert | Zeit- und landschaftstypisches Gebäude in Fachwerkbauweise, sehr guter Originalzustand, baugeschichtlich und ortsbildprägend von Bedeutung. Erdgeschoss massiv, Obergeschoss Fachwerk (verkleidet), steiles Satteldach. | 08980377 |
| Direkt Bild zu diesem Denkmal hochladen | Wohnstallhaus | Hauptstraße 106 (Karte) | Um 1820 | Bestandteil der alten Ortsstruktur, landschaftstypisches Fachwerk-Haus, baugeschichtlich von Bedeutung. Erdgeschoss massiv, Obergeschoss Fachwerk (teils verkleidet), zum Teil vergrößerte Fenster, Krüppelwalmdach (Dachpappe). | 08980364 |
| Direkt Bild zu diesem Denkmal hochladen | Grenzstein | Hauptstraße 106 (bei) (Karte) | Bezeichnet mit 1824, vermutlich | Ortsgeschichtlich von Bedeutung. Naturstein, eingeritzte Krone und Jahreszahl 1824. | 08980362 |
| Direkt Bild zu diesem Denkmal hochladen | Mühle mit Wohnhaus (Nr. 108), Seitengebäude (Nr. 107), weiteres Seitengebäude und zwei Scheunen sowie zwei Schleifsteine der späteren Holzschleiferei                                                                               | Hauptstraße 107, 108 (Karte) | 18. Jahrhundert | Prächtige Hofanlage mit bildprägenden Fachwerk-Gebäuden, bau-, orts- und technikgeschichtlich von Bedeutung. - Wohnstallhaus (Nummer 108): Erdgeschoss massiv, Obergeschoss Fachwerk, Satteldach - 1. Seitengebäude (Nummer 107): Erdgeschoss massiv, Obergeschoss Fachwerk, Satteldach - 2. Seitengebäude (nördlich): Erdgeschoss massiv, Obergeschoss Fachwerk, Krüppelwalmdach - 1. Scheune (südlich): massiv, Satteldach - 2. Scheune (nördlich): Holzkonstruktion, alter Schleifstein einer Holzschleiferei | 08980363 |

## Ehemalige Denkmäler

### Ehemalige Denkmäler (Lichtenberg/Erzgeb.)
| Bild                                    | Bezeichnung                                                  | Lage                        | Datierung                  | Beschreibung | ID       |
| --------------------------------------- | ------------------------------------------------------------ | --------------------------- | -------------------------- | --- | -------- |
| Direkt Bild zu diesem Denkmal hochladen | Bauernhaus und Scheune eines Winkelhofes                     | Dorfstraße 130 (Karte)      | Um 1840                    | Bestandteil der alten Dorfstruktur, bau- und wirtschaftsgeschichtlich von Bedeutung. - Bauernhaus: L-förmiger Grundriss, beide Gebäude bilden bauliche Einheit, Wohnhaus: massiv, zweigeschossig, Satteldach, Giebel Fachwerk (verbrettert), Wand-Öffnungsverhältnis intakt - Scheune: Holzkonstruktion, Satteldach Zwischen 2017 und 2023 von der Denkmalliste gestrichen.                                                          | 08980315 |
| Direkt Bild zu diesem Denkmal hochladen | Wohnstallhaus                                                | Dorfstraße 160 (Karte)      | 1697 Dendro                | Breit gelagerter, ländlicher Wohnbau mit originalem Stichbogenportal, baugeschichtlich und straßenbildprägend von Bedeutung. Zweigeschossig, massiv, Wand-Öffnungsverhältnis intakt, Giebel Fachwerk (verbrettert), Satteldach. 2017 oder 2018 abgerissen. | 08980324 |
| Direkt Bild zu diesem Denkmal hochladen | Neubauernhaus                                                | Neubauernsiedlung 4 (Karte) | Nach 1945                  | Von orts- und regionalgeschichtlicher Bedeutung, weitgehend original. Eingeschossig, massiv, Satteldach, hölzerner Eingangsvorbau, Giebel zum Teil verbrettert. Zwischen 2017 und 2023 von der Denkmalliste gestrichen. | 08980334 |
| Direkt Bild zu diesem Denkmal hochladen | Wohnstallhaus, Seitengebäude und Scheune eines Vierseithofes | Trassenweg 8 (Karte)        | Ursprung 1700              | Intakte Hofstruktur, bau- und wirtschaftsgeschichtlich von Bedeutung. - Wohnstallhaus: Erdgeschoss massiv, Obergeschoss Fachwerk (verputzt), Satteldach (Schiefer) - Scheune: Dach kaputt, massiv - Seitengebäude: Erdgeschoss massiv, Sandsteingewände, Obergeschoss Fachwerk, Satteldach, schlechter Bauzustand - 2. Scheune: bricht zusammen Zwischen 2017 und 2023 von der Denkmalliste gestrichen, vorher teilweise abgerissen. | 08980342 |
| Direkt Bild zu diesem Denkmal hochladen | Wohnhaus                                                     | Trassenweg 32 (Karte)       | 1. Viertel 19. Jahrhundert | Zeittypischer Fachwerk-Bau, baugeschichtlich von Bedeutung. Erdgeschoss massiv, mit Überformungen, Obergeschoss Fachwerk (teils verbrettert), Giebel Fachwerk (verbrettert), Satteldach. Zwischen 2017 und 2023 von der Denkmalliste gestrichen. | 08980312 |

### Ehemaliges Denkmal (Müdisdorf)
| Bild                                    | Bezeichnung                                 | Lage                       | Datierung                  | Beschreibung | ID       |
| --------------------------------------- | ------------------------------------------- | -------------------------- | -------------------------- | --- | -------- |
| Direkt Bild zu diesem Denkmal hochladen | Wohnstallhaus mit integriertem Scheunenteil | Neue Dorfstraße 77 (Karte) | 2. Viertel 19. Jahrhundert | Gut erhaltenes Beispiel ländlicher Volksbauweise, bau- und heimatgeschichtlich von Bedeutung. Zweigeschossig, massiver Giebel, Obergeschoss vermutlich Fachwerk verputzt, Scheunenanbau, Satteldach (Schiefer). Zwischen 2007 und 2014 abgerissen. | 08980402 |

### Ehemaliges Denkmal (Weigmannsdorf)
| Bild                                    | Bezeichnung                  | Lage                    | Datierung                 | Beschreibung | ID       |
| --------------------------------------- | ---------------------------- | ----------------------- | ------------------------- | --- | -------- |
| Direkt Bild zu diesem Denkmal hochladen | Bauernhaus und Seitengebäude | Hauptstraße 103 (Karte) | 1. Hälfte 19. Jahrhundert | Weitestgehend originales Wohnhaus, Bestandteil der alten Ortsstruktur, baugeschichtlich von Bedeutung. - Bauernhaus: massiv, zweigeschossig, Satteldach (Schiefer), Wand-Öffnungsverhältnis intakt, Giebelseite im Giebel und Obergeschoss Fachwerk (verbrettert) - Seitengebäude: eingeschossig, Satteldach, bauliche Einheit mit Wohnhaus, dazu im rechten Winkel stehend 2023 oder 2024 aus der Denkmalliste gestrichen. | 08980365 |

## Tabellenlegende
- Bild: Bild des Kulturdenkmals, ggf. zusätzlich mit einem Link zu weiteren Fotos des Kulturdenkmals im Medienarchiv Wikimedia Commons. Wenn man auf das Kamerasymbol klickt, können Fotos zu Kulturdenkmalen aus dieser Liste hochgeladen werden:
- Bezeichnung: Denkmalgeschützte Objekte und ggf. Bauwerksname des Kulturdenkmals
- Lage: Straßenname und Hausnummer oder Flurstücknummer des Kulturdenkmals. Die Grundsortierung der Liste erfolgt nach dieser Adresse. Der Link (Karte) führt zu verschiedenen Kartendiensten mit der Position des Kulturdenkmals. Fehlt dieser Link, wurden die Koordinaten noch nicht eingetragen. Sind diese bekannt, können sie über ein Tool mit einer Kartenansicht einfach nachgetragen werden. In dieser Kartenansicht sind Kulturdenkmale ohne Koordinaten mit einem roten bzw. orangen Marker dargestellt und können durch Verschieben auf die richtige Position in der Karte mit Koordinaten versehen werden. Kulturdenkmale ohne Bild sind an einem blauen bzw. roten Marker erkennbar.
- Datierung: Baubeginn, Fertigstellung, Datum der Erstnennung oder grobe zeitliche Einordnung entsprechend des Eintrags in der sächsischen Denkmaldatenbank
- Beschreibung: Kurzcharakteristik des Kulturdenkmals entsprechend des Eintrags in der sächsischen Denkmaldatenbank, ggf. ergänzt durch die dort nur selten veröffentlichten Erfassungstexte oder zusätzliche Informationen
- ID: Vom Landesamt für Denkmalpflege Sachsen vergebene, das Kulturdenkmal eindeutig identifizierende Objekt-Nummer. Der Link führt zum PDF-Denkmaldokument des Landesamtes für Denkmalpflege Sachsen. Bei ehemaligen Kulturdenkmalen können die Objektnummern unbekannt sein und deshalb fehlen bzw. die Links von aus der Datenbank entfernten Objektnummern ins Leere führen. Ein ggf. vorhandenes Icon  führt zu den Angaben des Kulturdenkmals bei Wikidata.

## Ausführliche Denkmaltexte
1. ↑  Kirche Lichtenberg:

Die Lichtenberger Kirche wurde nach Inschrift 1437 von Grund auf neu gebaut. 1648 brannte der Bau nach Blitzschlag aus und wurde schnell wieder aufgebaut. Zuwendungen, u. a. des Freiberger Rates, ermöglichten die Anschaffung neuer Ausstattungsstücke. 1799 erfolgte eine deutliche Umgestaltung des Äußeren und Inneren, Restaurierungen erfuhr das Gebäude 1950–1956, 1989 und 1994/95. Der aus verputztem Bruchsteinmauerwerk bestehende Saalbau ist im Osten mit einem polygonalen, durch Strebepfeiler gegliederten Chor abgeschlossen, auf der Westseite erhebt sich ein Turm mit Holzaufsatz und Spitztürmchen. Das Innere ist flach gedeckt und dreiseitig von Emporen umgeben, die Kanzel des ehemaligen Kanzelaltars wurde 1950 an die Nordempore versetzt. Von der Umgestaltung um 1799 stammt auch die Orgel, ein Werk des Dresdner Orgelbauers Johann Christian Kayser.

Auf dem ummauerten Kirchhof befinden sich einige bemerkenswerte Grabsteine des 18. und 19. Jahrhunderts, darunter ein Grabmal für zwei Kinder des Pfarrers Wilhelm Theodor Brause von 1839, das die beiden verstorbenen Mädchen als Figurengruppe in Metallguss zeigt.

Die Kirche Lichtenberg ist das wichtigste Kulturdenkmal des Ortes, jahrhundertelang war sie Mittelpunkt des dörflichen Lebens, daraus ergibt sich ein hoher ortsgeschichtlicher Aussagewert. Außerdem ist sie ein Zeugnis der regionalen Kirchengeschichte und Kirchenbaukunst in der Vergangenheit. Unter diesen Aspekten erlangt sie kirchengeschichtliche und baugeschichtliche Bedeutung. Durch ihre erhöhte Lage entfaltet Kirche mit dem umliegenden Kirchhof maßgebliche ortsbildprägende Wirkung, wodurch ihr auch ein städtebaulicher Wert zuzusprechen ist. Die genannten Grabmale auf dem Kirchhof sind Zeugnisse der Bestattungskultur und Grabmalkunst ihrer Zeit, wobei das Kindergrabmal Brause seiner Art und Qualität nach einen Seltenwert verkörpert.
2. ↑  Müdisdorfer Kunstgraben:

Der etwa 4,33 m lange Müdisdorfer Kunstgraben wird aus dem Unteren Großhartmannsdorfer Teich (siehe 8991218) gespeist und verläuft anschließend in zunächst nordöstlicher Richtung parallel zum Müdisdorfer Dorfbach. Auf Weigmannsdorfer Flur in nördlicher Richtung abknickend, wird der Kunstgraben durch die etwa 315 Meter lange Menden Rösche unterbrochen. Nach einem weiteren obertägigen Teilstück wird der Müdisdorfer Kunstgraben schließlich durch eine gleichnamige Rösche fortgesetzt, die sich am Röschenhaus Berthelsdorf (siehe 09208697) in einen Haupt- und Nebenzweig aufgliedert. Während der ältere Nebenzweig (siehe 09304681), auch Alte Müdisdorfer Rösche genannt, auf Berthelsdorfer Flur von dem Hohe Birke Kunstgraben (siehe 09208686) fortgesetzt wird, mündet der auf Erbisdorfer Flur vorgetriebene jüngere Hauptzweig (siehe 09208687) in einem Kunstgraben, der den Erzengler Teich (siehe 09208677) mit dem Rothbächer Teich (siehe 09208678) verbindet. Der Müdisdorfer Kunstgraben, die Menden und die Müdisdorfer Rösche sind der sogenannten Unteren Wasserversorgung der historischen Revierwasserlaufsanstalt (siehe Sachgesantheit 08991218) zugehörig, einem über mehrere Jahrhunderte hinweg entstandenen umfangreichen System an Kunstgräben, Röschen und Speicherteichen zur Ansammlung und Herbeileitung von Aufschlagwasser für den Freiberger Bergbau.

Der Müdisdorfer Kunstgraben wurde bereits im Jahr 1558 angelegt, während der Vortrieb der Müdisdorfer Rösche erst zwischen 1589 und 1590 erfolgte. Der Nebenzweig, zu diesem Zeitpunkt noch die einzige Fortsetzung der Müdisdorfer Rösche, konnte im Jahr 1598 fertiggestellt werden. Erst im Jahr 1873 erfolgte der Durchschlag des Hauptzweigs, infolgedessen der Rothbächer Teich schließlich auch als Zwischenspeicher innerhalb der Unteren Wasserversorgung der Revierwasserlaufsanstalt fungieren konnte. Im oberen Verlauf des Kunstgrabens ermöglicht ein Flutgraben die Einleitung von Wasser aus dem hangaufwärts nahezu parallel verlaufenden Kohlbach Kunstgraben (siehe 08980407). Die Menden Rösche entstand erst im 18. Jahrhundert.

Der Müdisdorfer Kunstgraben weist eine aus Trockenmauerwerk bestehende Grabenbrust auf und war ursprünglich zu einem großen Teil mit Holzschwarten abgedeckt, um eine Verunreinigung sowie übermäßige Verdunstung des Wassers zu verhindern. Heute ist die Schwartenabdeckung in weiten Teilen einer Betonplattenabdeckung gewichen. Als Bestandteil der weiterhin aktiven Revierwasserlaufanstalt befindet sich der Kunstgraben mitsamt seinen Röschen weiterhin in Nutzung und ist in die Brauch- und Trinkwasserversorgung Freibergs eingebunden.

Als Bestandteil der historischen wie auch der weiterhin aktiv bewirtschafteten Revierwasserlaufanstalt sind die genannten Anlagen damit nicht nur von regionalgeschichtlicher, sondern auch von großer bergbauhistorischer Bedeutung, zeugen sie doch im Zusammenspiel mit weiteren – teils fragmentarisch – erhaltenen bergbauwasserwirtschaftlichen Anlagen von den Anstrengungen, die zur Aufrechterhaltung des hiesigen Erzbergbaus mittels wasserbetriebener Antriebs- und Aufbereitungstechnik unternommen wurden. Gleichzeitig ist die Rösche beispielhaft für die Nutzungswandlung von derartigen Infrastrukturen nach der Einstellung des Bergbaus hin zur regionalen Trink- und Brauchwasserbereitstellung und weist als weiterhin in Funktion befindliche Anlage einen besonderen Erlebnis- und Erinnerungswert auf.
3. ↑  Kohlbach-Kunstgraben:

Der im Jahr 1556 angelegte Kohlbach Kunstgraben ist ein Bestandteil der historischen Revierwasserlaufsanstalt (siehe Sachgesamtheit 08991218), einem über mehrere Jahrhunderte hinweg entstandenen umfangreichen System an Kunstgräben, Röschen und Speicherteichen zur Ansammlung und Herbeileitung von Aufschlagwasser für den Freiberger Bergbau. Er gehört dabei zu der sogenannten Oberen Wasserversorgung.

Über eine Länge von ca. 12,2 km führt der Kunstgraben vom Oberen Großhartmannsdorfer Teich (siehe 08991218) westlich um den Mittleren Großhartmannsdorfer Teich (siehe 08991218) herum bis in das Brander Bergbaugebiet. In seinem Verlauf kreuzt er mehrere wassereinleitende Bäche, darunter auf Müdisdorfer Flur den namensgebenden Kohlbach. Während ein Teil des Grabenwassers dem Gelobt Lander Teich (siehe 09208676) zufließt, mündet der Hauptzweig des Kohlbach-Kunstgrabens am oberen Mundloch der sogenannten Verbindungsrösche (siehe 9304679), die zur nördlich gelegenen Neu Glück und Drei Eichen Fundgrube (siehe 09208748) führt. Der Kunstgraben weist eine aus Trockenmauerwerk bestehende Grabenbrust auf und war ursprünglich zu einem großen Teil mit Holzschwarten abgedeckt, um eine Verunreinigung sowie übermäßige Verdunstung des Wassers zu verhindern. Heute ist die Schwartenabdeckung in weiten Teilen einer Betonplattenabdeckung gewichen. Der Kunstgraben weist in seinem Verlauf mehrere Abschläge auf und ist heute zu einem geringen Teil verröscht. Er befindet sich weiterhin in Nutzung und ist in die Brauch- und Trinkwasserversorgung Freibergs eingebunden.

Als Bestandteil der historischen wie auch der weiterhin aktiv bewirtschafteten Revierwasserlaufanstalt ist der Kohlbach Kunstgraben nicht nur von regionalgeschichtlicher, sondernd auch von großer bergbauhistorischer Bedeutung, zeugt er doch im Zusammenspiel mit weiteren – teils fragmentarisch – erhaltenen bergbauwasserwirtschaftlichen Anlagen von den Anstrengungen, die zur Aufrechterhaltung des hiesigen Erzbergbaus mittels wasserbetriebener Antriebs- und Aufbereitungstechnik unternommen wurden. Gleichzeitig ist der Kunstgraben beispielhaft für die Nutzungswandlung von derartigen Infrastrukturen nach der Einstellung des Bergbaus hin zur regionalen Trink- und Brauchwasserbereitstellung und weist als landschaftsbildprägende, weiterhin in Funktion befindliche Anlage einen besonderen Erlebnis- und Erinnerungswert auf.